# Ulla Weber

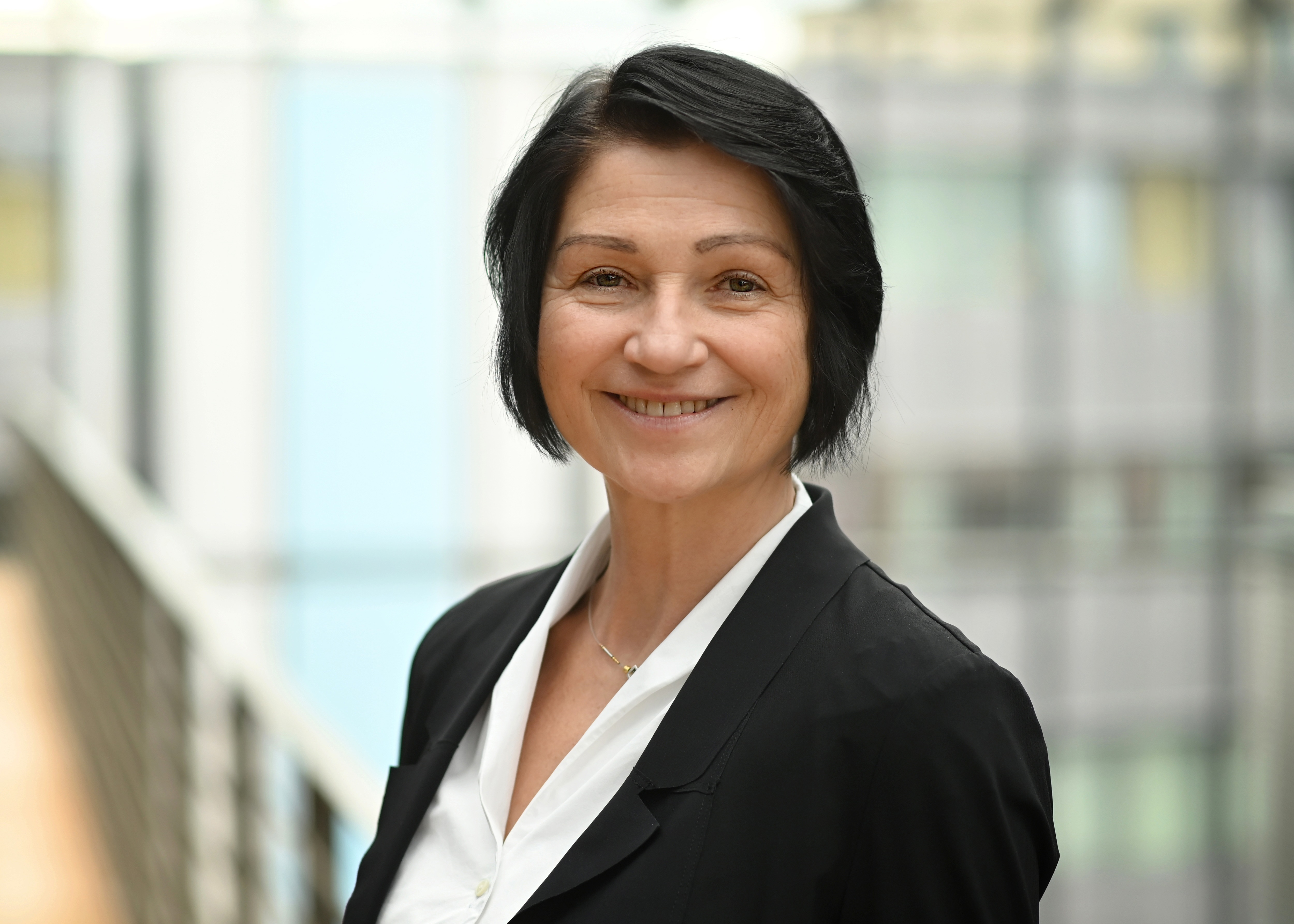
Ulla Weber 2022, Prädikatsvergabe Total E-Quality

Ulla Weber (* 1964 in Berlin) ist eine deutsche Gleichstellungspolitikerin. Seit 2012 ist sie die Zentrale Gleichstellungsbeauftragte der Max-Planck-Gesellschaft zur Förderung der Wissenschaften e.V. Sie ist Vorstandsvorsitzende von Total E-Quality Deutschland e.V. und Sprecherin der Allianz der Gleichstellungsbeauftragten der außeruniversitären Forschungsorganisationen.

## Leben und Wirken
Ulla Weber studierte von 1983 bis 1987 Slawistik an der FU Berlin und von 1987 bis 1991 Medienberatung an der TU Berlin, wo sie ihre Diplomarbeit Die feministische Diskussion um die neuen Kommunikationstechnologien schrieb. Mit ihrer Dissertation zur Qualifizierung als Strategie zur Stärkung der politischen Macht von Frauen promovierte sie 2001 ebenfalls an der TU Berlin zur Doktorin der Philosophie.
Von 2002 bis April 2012 arbeitete sie als Referentin, Trainerin, Coach am Gender-Zentrum (bis 2009 Frauenbüro) der TU München. Der Fokus ihrer Arbeit lag dabei auf der Entwicklung und Umsetzung von hochschulweiten sowie fakultären Gleichstellungsstrategien, Konzeption und Durchführung von Maßnahmen und Projekten in den Bereichen Gendersensibilisierung und Gleichstellung.
Seit Mai 2012 ist Ulla Weber die Zentrale Gleichstellungsbeauftragte der Max-Planck-Gesellschaft. In ihrer Arbeit stellt sie sich der strategischen Herausforderung, Gleichstellungsarbeit durch Professionalisierung voranzutreiben. Dabei fokussiert sie auf die Zielsetzung, einen hohen Gleichstellungsstandard mit der in wissenschaftlichen Hochleistungsorganisationen geforderten Freiheit der Forschung zu verbinden.
Seit 2020 sitzt Ulla Weber im Vorstand von Total E-Quality Deutschland e.V., deren Vorsitzende sie seit 2022 ist. Darüber hinaus ist sie Sprecherin der Allianz der Gleichstellungsbeauftragten der außeruniversitären Forschungsorganisationen (AGbaF).
Ulla Weber ist Vorstandsmitglied im Kompetenzzentrum Technik-Diversity-Chancengleichheit e. V.
Ulla Weber ist verheiratet und hat zwei Töchter.

## Publikationen

### Bücher
- 2021 (Hg.): Fundamental Questions, Gender Dimensions in Max Planck Research Projects, Reihe: Schriften zur Gleichstellung, Bd. 51, Baden-Baden: Nomos, doi:10.5771/9783748924869 | Online-Fassung (Open Access)

- 2019 mit Birgit Kolboske (Hg.): 50 Jahre später – 50 Jahre weiter. Kämpfe und Errungenschaften der Frauenbewegung nach 1968. Eine Bilanz. München/Berlin, ISBN 978-3-9815612-0-3 | Online-Fassung (Open Access)

- 2001 Qualifizierung als Strategie der politischen Macht von Frauen, Ermittlung des Qualifizierungsbedarfs und Vorschläge für die Konzeption von Bildungsangeboten, Berlin, ISBN 3-89825-308-2

- 1998 (Hg.): Mehr Frauen für mehr Demokratie, Festschrift zu Ehren von Prof. Dr. Barbara Schaeffer-Hegel. Dokumentation des Colloquiums am 23. November 1996 in der Akademie der Wissenschaft in Berlin, Pfaffenweiler

- 1991 Die feministische Diskussion um die neuen Kommunikationstechnologien. Diplomarbeit. Berlin: Technische Universität Berlin 1991.

### Artikel (Auswahl)
- 2023 mit Corinna Pusch: Nachhaltige Verbesserung der Geschlechtergerechtigkeit in der deutschen Wissenschaftslandschaft durch europapolitische Einflussnahme. Ein Erfahrungsbericht aus deutscher Perspektive und ein Plädoyer für Zusammenarbeit – auch auf lokaler Ebene, in: Dahmen-Adkins, Jennifer & Wolfram, Andrea (Hg.)

- 2016: Maß nehmen für die Chancengleichheit. Parameter für wirkungsvolle Maßnahmen in der Wissenschaft, in: P-OE. Personal- und Organisationsentwicklung in Einrichtungen der Lehre und Forschung. Ein Forum für Führung, Moderation, Training, Programm-Organisation, 11. Jahrgang, Heft 2/2016, Universitätsverlag Webler, www.universitätsverlagwebler.de

- 2014: Mehr als nur Maßnahmen zur Förderung von Frauen und Familien. Herausforderungen und Strategien für die Gleichstellung in der Max-Planck-Gesellschaft, in: Langfeldt, Bettina, Mischau, Anina (Hg.): Strukturen, Kulturen und Spielregeln. Faktoren erfolgreicher Berufsverläufe von Frauen und Männern in MINT, Baden-Baden

- 2010: Mehr Kommunikation in der Kommunikationsbranche, in: Frauen und Informatik Nr. 34. Organ der Fachgruppe „Frauen und Informatik“ der Gesellschaft für Informatik

- 2009: Ingenieurinnen und Industrie müssen zueinander finden, in: Heidrun Stöger, Albert Ziegler, Diana Schimke (Hg.): Mentoring: Theoretische Hintergründe, empirische Befunde und praktische Anwendungen, Ulm

- 2006: mentorING für Schülerinnen, Studentinnen und Berufsanfängerinnen im technisch-naturwissenschaftlichen Bereich am Frauenbüro der TU München, in: Astrid Franzke; Helga Gotzmann (Hg.): Mentoring als Wettbewerbsfaktor für Hochschulen – Strukturelle Ansätze der Implementierung. LIT Verlag. Hamburg.

- 2006: Studieren allein genügt nicht – Programm mentorING schließt die Lücke zwischen Ingenieurinnen und Industrie, in: SATW-Bulletin 3/06, Zürich

- 2005: Empowerment für Ingenieurinnen, in: Sonderheft „100 Jahre akademische Bildung von Frauen an der TU München 2005“, TUM Mitteilungen Mai 2005

- 2004: mit Simone Schönfeld, Nadja Tschirner, Doris Schmitt-Landsiedel: mentorING: Erfahrungen mit einem Programm zur Personalvorbereitung und Potentialentwicklung in Naturwissenschaft und Technik, in: Peters, Sibylle, Schmicker, Sonja, Weinert, Sybille (Hg.): Flankierende Personalentwicklung durch Mentoring, München, Mering

- 2001: mit Schaeffer-Hegel, Barbara: Frauen als Mentorinnen für Frauen: Erfahrungen aus dem Mentoring-Internship-Programm „Preparing Women to Lead“, in: Assig, Dorothea (Hg.): Frauen in Führungspositionen, Die besten Erfolgskonzepte aus der Praxis, München

- 2000: mit Schaeffer-Hegel, Barbara: Geschlechterarrangements in der Bundesrepublik, Kontinuität und Wandel, in: Aus Politik und Zeitgeschichte B 31-32 v. 28. Juli 2000